# Beni Boussaid
Beni Boussaid (em árabe: بنى بوسعيد) é uma cidade e comuna localizada na província de Tremecém, no noroeste da Argélia. Em 2008, sua população era de 13 182 habitantes.